# Blind Before I Stop
Blind Before I Stop — музичний альбом американського співака Міта Лоуфа. Виданий у вересні 1986 року лейблом Arista Records. Загальна тривалість композицій становить 48:33. Альбом відносять до напрямку рок.

## Список пісень
1. Execution Day — 6:32
2. Rock And Roll Mercenaries — 5:00 — дует з Johnem Parrem[en]
3. Getting Away With Murder — 3:52
4. One More Kiss  — 5:40
5. Blind Before I Stop — 3:33
6. Burning Down — 4:59
7. Standing On The Outside — 3:59
8. Masculine — 4:23
9. A Man And A Woman — 4:11 — дует з Amy Goff
10. Special Girl — 3:56
11. Rock And Roll Hero — 4:30